# Египетско-катарские отношения
Египетско-катарские отношения — двусторонние отношения между Катаром и Арабской Республикой Египет. Впервые они начались в 1972 году.

## Дипломатическое представительство
К январю 1973 года, всего через два года после обретения Катаром независимости, Египет вошел в число восемнадцати стран, в которые Катар назначил посла.

## Политические споры
Египет бойкотировал конференцию MEMA в Катаре в 1997 году, заявив, что Катар финансирует организации исламских боевиков в Египте. Власти также обвинили катарские СМИ в антиегипетской политике. Позднее в том же году конфликт был урегулирован Саудовской Аравией, но через несколько недель после вмешательства власти Катара уволили 700 египетских рабочих в частном и государственном секторах. В ходе конференции министр иностранных дел Катара обвинил Египет в поддержке «заговорщиков», имея в виду 110 человек, которых судили за попытка контрпереворота в феврале 1996 года против эмира Хамада бин Халифа Аль Тани. Катар начал отказывать во въездных визах египетским гражданам и, как сообщается, преследовал египетских рабочих.

### Отношения послевоенного переворота в Египте в 2013 году
В июле 2013 года египетские военные свергли президента Мухаммеда Мурси, которого поддерживал Катар. Это усилило напряженность между Катаром и Египтом, поскольку ряд арабских государств поддержали Египет в этом споре. Несколько арабских государств отчитали Катар за укрытие Юсуфа аль-Кардави, мусульманского священнослужителя, который, как утверждается, играл заметную роль в интеллектуальном руководстве братьев-мусульман.
В марте 2014 года три арабских государства отозвали своих послов из Катара в знак протеста против предполагаемого вмешательства Катара во внутренние дела других стран, включая финансовую поддержку «Братьев-мусульман» в Египте. Примерно в декабре 2014 года Катар начал налаживать отношения с Египтом под давлением других стран Персидского залива, в первую очередь Саудовской Аравии.
В феврале 2015 года, через месяц после смерти Абдаллы Аль Сауда, в отношениях возник очередной разрыв в отношениях после того, как Египет нанес авиаудар по бастиону ИГИЛ в Ливии после обезглавливания египетских коптов. Авиаудары осудила телекомпания «Аль-Джазира», которая транслировала фотографии жертв среди гражданского населения. Кроме того, министерство иностранных дел Катара выразило оговорки по поводу авиаударов. Это побудило Тарика Аделя, делегата Египта в Лиге арабских государств, обвинить Катар в поддержке терроризма. Граждане Египта также начали онлайн-кампанию с осуждением Катара. Совет сотрудничества арабских государств Персидского залива отверг обвинения Египта, а его генеральный секретарь счел эти утверждения ложными. Вскоре после этого Катар отозвал своего посла в Египте для консультаций.

### Дипломатический кризис 2017 года
5 июня 2017 года правительство Египта вместе с правительствами Саудовской Аравии, Бахрейна и Объединенных Арабских Эмиратов объявило о разрыве своих дипломатических отношений с Катаром. Министерство иностранных дел Египта объявило, что закрывает свои операции для катарских перевозок. Правительства Египта, Саудовской Аравии, Бахрейна и Эмиратов сослались на продолжающуюся поддержку Катаром «терроризма», такого как Братья-мусульмане. Братья-мусульмане в Египте запрещены правительством и считаются террористической организацией. Ислам Хасан[кто?] утверждает, что «у Египта были проблемы в отношениях с Катаром в течение многих лет, за исключением периода президентства Мухаммеда Мурси. Египетское правительство рассматривало Катар как источник нестабильности. Египетский режим также видит, что Катар бросает вызов его правлению, путем финансирования „Братьев-мусульман“ и других организаций, которые режим объявил вне закона и считает террористическими организациями. Таким образом, египетский режим пытается сопротивляться Катару любыми средствами. Текущий конфликт между саудовским блоком и Катаром, казалось, дает возможность оказать давление на Катар, чтобы он прекратил финансирование „Братьев-мусульман“, его филиалов и сторонников и поддержал режим Сиси». 21 января 2021 года Египет согласился возобновить дипломатические отношения с Катаром, что сделало его первой страной, официально сделавшей это в рамках арабского соглашения о прекращении спора.

## Экономические отношения
С января 2003 года по июнь 2014 года на Египет приходилась самая большая доля всех финансовых вложений катарских фирм — 31,1 процента.
Во время одногодичного правления Мурси Катар помог Египту, отправив ему гранты и займы на 7,5 млрд долларов. После отстранения Мурси от власти в июле 2013 года Египет в сентябре 2013 года вернул 2 миллиарда долларов, которые Катар разместил в своем центральном банке. В период с сентября по ноябрь 2014 года Египет выплатил долги на 2,5 миллиарда долларов. Последние $ 1 млрд долгов Египта перед Катаром были выплачены в июле 2016 года.